# Nessuna pietà per Ulzana
Nessuna pietà per Ulzana (Ulzana's Raid) è un film western revisionista del 1972 diretto da Robert Aldrich.

## Trama
Con la resa di Geronimo, anche i fieri Apache hanno accettato di stabilirsi nelle riserve, rinunciando al loro ancestrale stile di vita. Tuttavia i funzionari mandati dal governo per amministrare le risorse alimentari e finanziarie inviate alle riserve si rivelano spesso degli affaristi cinici e senza scrupoli; ciò fa progressivamente crescere il malcontento tra la popolazione, e conseguentemente il desiderio di ribellione.
Il capo Apache Ulzana fugge con un piccolo gruppo di uomini dalla riserva indiana di San Carlos, in Arizona. I soldati mandati ad avvertire le famiglie di coloni della zona vengono catturati e uccisi. Sulle tracce dei fuggiaschi viene quindi inviato da Fort Lowell un plotone di cavalleria comandato dal giovane tenente DeBuin, affiancato dall'esperto scout McIntosh e dalla guida Apache Ke-Ni-Tay, cognato dello stesso Ulzana. Come previsto da McIntosh, gli spietati guerrieri indiani portano distruzione e morte al loro passaggio.
DeBuin, figlio di un pastore protestante, è animato da un sincero spirito umanitario, che lo porta a voler comprendere la natura e le ragioni degli indiani e che viene messo a dura prova dalla vista di tante atrocità di cui chiede conto a Ke-Ni-Tay, il quale gli spiega che gli Apache credono di trarre forza dai nemici seviziandoli ed uccidendoli e Ulzana, fiaccato dalla vita in riserva, ha bisogno di molto sangue per ritrovare l'antico vigore guerriero. Ma DeBuin è messo in crisi anche dalla scoperta che i propri soldati sono altrettanto pronti a mutilare i corpi dei nemici Apache per vendetta.
Ulzana separa il grosso del suo gruppo dai cavalli, condotti da due soli guerrieri, per portare fuori strada gli inseguitori e sfiancarli, ma McIntosh e Ke-Ni-Tay non si fanno ingannare dallo stratagemma, catturano i cavalli e uccidono i due Apache di scorta, tra cui lo stesso figlio di Ulzana. Ormai privati dei cavalli e sempre più stremati, i fuggitivi attaccano e devastano una fattoria, lasciando però in vita una donna dopo averla violentata e seviziata.
McIntosh intuisce che si tratta di un nuovo inganno del capo Apache, che vuole spingere gli inseguitori a dividersi e distaccare un piccolo drappello che riporti la sopravvissuta al forte, che sia quindi più facile da attaccare per ricavarne nuove cavalcature, e suggerisce al tenente DeBuin di comportarsi in modo tale da convincere Ulzana che il suo piano abbia funzionato, per poi farlo cadere a sua volta in trappola.
Ma le cose non vanno come dovrebbero. Quando il drappello-esca guidato da McIntosh viene attaccato come previsto, i soldati guidati da DeBuin sono ancora troppo distanti per intervenire prontamente, ne consegue un sanguinoso scontro, che vede annientati gli Apache, ma causa anche molte perdite dall'altra parte. Lo stesso McIntosh è ferito molto gravemente. Ulzana, riuscito a sfuggire alla disfatta, viene fronteggiato da Ke-Ni-Tay e, ormai solo, si arrende e si lascia uccidere.
Quando gli viene suggerito di portare la testa di Ulzana al forte per dimostrare la morte del nemico, DeBuin consente invece che Ke-Ni-Tay ne seppellisca il corpo integro, dimostrando di non voler venir meno ai propri principi e di non aver perso la propria umanità malgrado questa tragica esperienza. McIntosh, sapendo di non poter sopravvivere al viaggio di ritorno nelle proprie gravi condizioni, chiede a DeBuin di essere lasciato indietro.

## Critica
Secondo il Dizionario Mereghetti, Nessuna pietà per Ulzana è un film «molto sottovalutato», tra i migliori film diretti da Aldrich e «uno dei western più belli di tutto il decennio» che «ha elaborato i toni crepuscolari del genere, sorpassandoli con un pessimismo ancora più universale».

## Distribuzione
Esistono due versioni del film: quella di Aldrich, regolarmente distribuita nelle sale cinematografiche statunitensi, e una rimontata da Burt Lancaster, distribuita in Europa.

### Home Video
In VHS è possibile trovare la versione europea, mentre in DVD è stata commercializzata quella montata dal regista con un nuovo doppiaggio.

### DVD
Nel 2003 la Universal ha pubblicato la Director's Cut.